# Лаку-Рошу
Лаку-Рошу (рум. Lacu Roșu) — село у повіті Харгіта в Румунії. Адміністративно підпорядковане місту Георгень.
Село розташоване на відстані 262 км на північ від Бухареста, 47 км на північ від М'єркуря-Чука, 142 км на захід від Ясс, 127 км на північ від Брашова.

## Населення
За даними перепису населення 2002 року у селі проживали 97 осіб.
Національний склад населення села:
| Національність | Кількість осіб | Відсоток |
| -------------- | -------------- | -------- |
| румуни         | 62             | 63,9%    |
| угорці         | 35             | 36,1%    |

Рідною мовою назвали:
| Мова      | Кількість осіб | Відсоток |
| --------- | -------------- | -------- |
| румунська | 62             | 63,9%    |
| угорська  | 35             | 36,1%    |